# Рудницкое (Винницкая область)
Рудни́цкое (укр. Рудницьке) — село на Украине, находится в Песчанском районе Винницкой области.
Возле села расположен остановочный пункт Нефар узкоколейной железной дороги Рудница — Голованевск.
Код КОАТУУ — 0523282601. Население по переписи 2001 года составляет 835 человек. Почтовый индекс — 24730. Телефонный код — 4349.
Занимает площадь 3,45 км².

## Религия
В селе действует Крестовоздвиженский храм Песчанского благочиния Могилёв-Подольской епархии Украинской православной церкви.

## Адрес местного совета
24730, Винницкая область, Песчанский р-н, с. Рудницкое